# Кучеренко Володимир Вікторович
Володи́мир Ві́кторович Кучере́нко (псевдо — «Борис»; 28 грудня 1977, Олександрія, Кіровоградська область — 6 грудня 2024, покровський напрямок Донецької області) — командир екіпажу пілотів FPV 414 окремого Полку «Птахи Мадяра», актор київського театру «Тотеатр», фінансовий директор Центру контент-аналізу, випускник Інституту післядипломної освіти КНУТШ.

## Життєпис
Народився 28 грудня 1977 року в місті Олександрія Кіровоградської області. Навчався у школі № 2, потім у Дніпропетровській гірничій академії за спеціальністю інженера електроприводу. Працював директором компанії «Кран-сервіс».
Також здобув освіту в університеті ім. Тараса Шевченка за напрямком фінансів та кредиту (2013—2016), закінчив школу політичних студій (2016), за спеціальністю «Системи і методи штучного інтелекту» закінчив НТУУ «Київський політехнічний інститут ім. Ігоря Сікорського» (2021), працював фінансовим директором Центру контент-аналізу. Цікавився психологією, театром, писав вірші, захоплювався риболовлею, катанням на лижах, любив подорожувати.
Володимир Кучеренко – випускник Школи-студії акторської майстерності та імпровізації «Чорний квадрат». Він став одним із перших акторів-студійців, чия випускна вистава «Інтимна розмова з ароматом бензину», поставлена під керівництвом режисера та актора Сергія Федорчука, увійшла до репертуару театру «Чорний квадрат». Ця була першою в історії студії виставою, в якій всі актори були випускниками одного курсу. Також був випускником Акторської майстерні Михайла Кострова, грав у київському театрі «Тотеатр», студії «FeNiKs» (2021).
З початком повномасштабного російського вторгнення, 24 лютого 2022 року, добровольцем долучився до лав ЗСУ й опанував керування безпілотниками, став командиром розрахунку FPV 414-го окремого полку ударних безпілотних авіаційних систем «Птахи Мадяра». Мав псевдо «Борис» (за іменем персонажа, якого він створив у виставі «Ч.С.» у репертуарі «Тотеатру»). Служба тривала безперервно понад 33 місяці в зоні бойових дій. Був одним із перших, хто створив підрозділ аеророзвідки з чотирьох екіпажів FPV-дронів. Побратими згадують його як людину, для якої важливими були не лаври, а результат.
Загинув 6 грудня 2024 року під час виконання бойового завдання на покровському напрямку Донецької області). Залишились донька, син, батьки та сестра. Прощання відбулося 10 грудня у Свято-Михайлівському Золотоверхому соборі в Києві та 11 грудня в Олександрії — рідному місті Володимира. Похований на військовому кладовищі.

## Пам'ять
8 грудня 2024 року побратими з 414 окремої бригади «Птахи Мадяра» опублікували відео памʼяті Володимира «Бориса» Кучеренко «Зараз останній вечірній танок…».
13 грудня 2024 року у Національному центрі театрального мистецтва ім. Леся Курбаса «Тотеатр» зіграв перформативну виставу «Ч.С.» (реж. Олена Вахрамєєва) пам'яті Володимира Кучеренка. В тіло вистави було включено монолог, присвячений Володимиру, заснований на реальних подіях.

## Нагороди та визнання
- 2023 — Орден «За мужність» ІІІ ступеня
- 2023, 25 лютого — Медаль за участь в боях «Бахмутський рубіж» від Всеукраїнського обʼєднання «Країна»
- 2023, 25 лютого — Медаль «За хоробрість в бою» від Всеукраїнського обʼєднання «Країна»
- 2023, 01 жовтня — Відзнака командира від 204 Окремого батальйону Територіальної оборони
- 2023, 22 жовтня — Почесний нагрудний знак Головнокомандувача ЗСУ «Золотий хрест»
- 2024, липень — Грамота з відзнакою від Центру спеціальних  операцій «А» Служби безпеки України
- 2024, 19 листопада — Відзнака міністра оборони України «Хрест доблесті»
- 2024, 6 грудня — Відзнака «Золотий птах» від 414 окремого полку ударних безпілотних авіаційних систем